# Iván Darvas
Iván Darvas, właśc. Szilárd Darvas (ur. 14 lipca 1925 w Behyncach koło Tornali, zm. 3 czerwca 2007 w Budapeszcie) – węgierski aktor teatralny i filmowy.
Był jednym z najwybitniejszych węgierskich aktorów teatralnych, od 1948 występował również w filmach. Zagrał mistrzowskie role w Liliomfi Makka (1954) i Uwodzicielu Fehera (1957). W 1956 był więziony, w 1962 wrócił do pracy artystycznej. Część jego dramatycznych przeżyć została przedstawiona w filmie Miłość Makka (1971).